# Traité d'amitié soviéto-tchécoslovaque (1970)
Le traité d'amitié soviéto-tchécoslovaque, en forme longue traité d'amitié, de coopération et d'assistance mutuelle entre la République socialiste tchécoslovaque et l'Union soviétique est conclu le 6 mai 1970 à Prague.
Ce traité s'inscrit dans le processus de normalisation en Tchécoslovaquie imposé par l'Union soviétique à la suite des évènements du Printemps de Prague et de l'invasion du pays par les forces militaires du pacte de Varsovie.

## Contexte historique
Les Soviétiques s'attachent à donner des bases juridiques internationales à leurs relations avec les autres États socialistes et aux relations entre ces États. En Europe, l'URSS signe des traités avec tous les États satellites d'Europe de l'Est. Avec la Tchécoslovaquie, Moscou signe un premier Traité d'amitié, d'assistance mutuelle et de coopération après-guerre dès 1943 avec Edvard Beneš, leader du gouvernement provisoire tchécoslovaque en exil. Ce traité est prolongé pour une durée de vingt ans par un protocole signé en 1963. 
Le Printemps de Prague et l'invasion de la Tchécoslovaquie en août 1968 par les forces de cinq pays du Pacte de Varsovie bouleversent la relation entre les deux pays. Aussi Brejnev impose-t-il aux Tchécoslovaques un nouveau traité d'amitié qui reprend le principe de base de la doctrine Brejnev selon laquelle l'intérêt général des pays socialistes l'emporte sur le droit de chaque pays à choisir sa voie. 
Ce traité d'amitié parachève le processus de normalisation en Tchécoslovaquie, conduit sur les bases du protocole de Moscou signé le 27 août 1968, moins d'une semaine après l'entrée des troupes du pacte de Varsovie en Tchécoslovaquie. Jusqu'à cet évènement, les Soviétiques ne stationnent pas de façon permanente de forces en Tchécoslovaquie, alors qu'elles sont présentes en Hongrie, Pologne et RDA. Moscou légalise la présence de ses forces par la signature en octobre 1968 du traité sur le stationnement des forces armées soviétiques en Tchécoslovaquie, qui ne définit pas de limite de durée et ne contient pas de clause de révision à l'initiative des Tchécoslovaques,,. 
Dans les jours qui précèdent la signature du traité, les dirigeants et la presse tchécoslovaques expliquent que la principale raison d'être de ce nouveau traité est de garantir non seulement le socialisme en Tchécoslovaquie, mais encore « la sécurité de la communauté socialiste tout entière devant les efforts croissants de revanche des impérialistes ouest-allemands », reprenant les termes du traité sur le stationnement des troupes soviétiques. 
Trois semaines après sa signature, Kossyguine commente en ces termes ce nouveau traité : « Le nouveau traité d'amitié, de coopération et d'assistance mutuelle soviéto-tchécoslovaque constitue un pas en avant dans l'élaboration des normes du droit international d'un nouveau type de relations entre États socialistes ». 

## Signature et ratification
La signature du traité à Prague le 6 mai 1970 revêt un caractère particulièrement solennel qui illustre l'importance que les dirigeants soviétiques lui accorde. Du côté soviétique, Brejnev, Kossyguine et Gromyko participent aux cérémonies qui entourent la signature. Gustáv Husák, qui a remplacé Alexander Dubček le 17 avril 1969 à la tête du parti communiste tchécoslovaque, Ludvík Svoboda le président de la République socialiste tchécoslovaque, et Lubomír Štrougal le chef du gouvernement conduisent la délégation tchécoslovaque.
Le discours de bienvenue à la délégation soviétique prononcé par Gustáv Husák est parfaitement en ligne avec le contenu du traité. Il souligne que le peuple tchécoslovaque est heureux d'accueillir les représentants et messagers du peuple soviétique, qui « a apporté à la Tchécoslovaquie la libération de l'occupation fasciste en 1945 » et qui, en 1968, « a, par son aide internationale, permis aux forces saines du parti de déjouer les tentatives des forces antisocialistes d'arracher la Tchécoslovaquie de la communauté des peuples amis ». Husák poursuit en disant que « de ces expériences historiques notre peuple a tiré la conclusion que l'existence, la liberté et l'épanouissement de notre État ne sont possibles qu'en étroite alliance, amitié et coopération avec l'U.R.S.S. ».

## Termes du traité
Le traité est conclu pour une période de vingt ans. Il comporte un préambule et quatorze articles. 
Le préambule inscrit le nouveau traité dans la continuité du traité d'amitié de 1943, renouvelé en 1963. Le préambule reprend ensuite le langage de la doctrine Brejnev en stipulant que « la consolidation et la défense des acquis socialistes, obtenus au prix des efforts héroïques et du travail désintéressé de chaque peuple, sont le devoir international commun des pays socialistes ».
L'article 1 réaffirme « l'amitié éternelle et indestructible entre les peuples » des deux pays qui doivent « se porter fraternellement assistance et soutien sur la base du respect mutuel de la souveraineté et de l'indépendance de l'État, de l'égalité et de la non-ingérence dans les affaires intérieures de l'autre partie ».
Les articles 2, 3 et 4 sont consacrés à la coopération entre les deux parties, définie en termes très larges et généraux, et restituée explicitement dans le contexte de la « division internationale du travail » entre les pays socialistes et de l'intégration économique entre les États socialistes membres du Comecon.
L'article 5 limite grandement le principe de souveraineté et de non-ingérence affirmé à l'article 1 en privilégiant l'unité de la communauté des États socialistes et la poursuite de la construction du socialisme et du communisme.
L'article 6 stipule que les parties « partent du fait que l'accord de Munich a été conclu sous la menace d'une guerre d'agression contre la Tchécoslovaquie et qu'il est donc nul dès sa création ».
Par les articles 7 et 8, les parties s'engagent à agir pour la paix en Europe. Les parties déclarent à l'article 9 que « l'une des principales conditions préalables pour assurer la sécurité en Europe est l'inviolabilité des frontières établies en Europe après la Seconde guerre mondiale » et expriment leur ferme détermination, conjointement avec les autres États membres du pacte de Varsovie, à « assurer l'intégrité des frontières des États signataires de ce pacte et à prendre toutes les mesures nécessaires pour empêcher toute agression de la part de forces militaristes ou revanchistes, et pour repousser l'agresseur ». Cet article fait clairement allusion à la montée en puissance de la Bundeswehr dans le cadre de l'OTAN et vient conforter le discours officiel selon lequel les « pays frères » ont sauvé la Tchécoslovaquie de la menace impérialiste et revanchiste de l'Ouest.
L'article 10 établit une garantie de sécurité mutuelle, formulée en ces termes : « au cas où l'une des parties serait l'objet d'une attaque armée de la part d'un État ou d'un groupe d'États, l'autre partie contractante, considérant qu'il s'agit également d'une attaque contre lui-même, lui accordera immédiatement toute assistance, y compris militaire », qu'elle justifie comme de très nombreux traités de cette nature par le droit naturel de légitime défense individuelle et collective, figurant à l'article 51 de la Charte des Nations unies,.

## Abrogation
Le traité est abrogé le 26 août 1993 par la Russie et la République tchèque.

## Sources

## Compléments